# 465 Alekto
465 Alekto је астероид главног астероидног појаса. Приближан пречник астероида је 73,34 km,
а средња удаљеност астероида од Сунца износи 3,090 астрономских јединица (АЈ).
Инклинација (нагиб) орбите у односу на раван еклиптике је 4,656 степени, а орбитални период износи 1984,556 дана (5,433 година). Ексцентрицитет орбите астероида износи 0,210.
Апсолутна магнитуда астероида износи 9,70 а геометријски албедо 0,043.
Астероид је откривен 13. јануара 1901. године.